# 上普雷辛山
上普雷辛山（德語：Pressingberg），是奧地利的山峰，位於該國南部，由克恩頓州負責管轄，屬於中阿爾卑斯山脈的一部分，海拔高度2,370米，每年平均降雨量2,511毫米。